# 영인자
환론에서 영인자(零因子, 영어: zero divisor)는 0이 아닌 원소와 곱해서 0이 되는 환의 원소이다. 0은 모든 비자명환에서 영인자다. 0이 아닌 영인자는 정수환에는 존재하지 않지만, 다른 환에서는 존재할 수 있다.

## 정의

### 모노이드의 경우
모노이드 {\displaystyle R}가 집합 {\displaystyle M} 위에 작용할 때,
- 임의의 원소 {\displaystyle r\in R}에 대하여 {\displaystyle r\cdot \colon M\to M}이 단사 함수가 아니라면 {\displaystyle r}를 {\displaystyle M}의 영인자라고 한다.
- 임의의 원소 {\displaystyle r\in R}에 대하여 {\displaystyle r\cdot \colon M\to M}이 단사 함수라면 {\displaystyle r}를 {\displaystyle M}의 정칙원(영어: regular element)라고 한다.
- 임의의 원소 {\displaystyle r\in R}에 대하여 {\displaystyle r\cdot \colon M\to M}이 전사 함수라면 {\displaystyle r}를 {\displaystyle M}의 가역원(영어: invertible element)이라고 한다.

정칙원들의 집합을 {\displaystyle \operatorname {Reg} _{R}(M)}이라고 할 때, 이는 {\displaystyle R}의 부분 모노이드를 이룬다.
모노이드는 스스로 위에 왼쪽·오른쪽에서 작용한다. 모노이드 {\displaystyle R}의 왼쪽 영인자는 스스로 위에 왼쪽에서 작용할 때의 영인자이다. 즉, {\displaystyle z,r,s\in R}에 대하여
{\displaystyle r\neq s}
{\displaystyle zr=zs}
라면 {\displaystyle z}를 왼쪽 영인자라고 한다. 마찬가지로, 모노이드 {\displaystyle R}의 오른쪽 영인자는 스스로 위에 오른쪽 쪽에서 작용할 때의 영인자이다. 즉, {\displaystyle z,r,s\in R}에 대하여
{\displaystyle r\neq s}
{\displaystyle rz=sz}
라면 {\displaystyle z}를 오른쪽 영인자라고 한다. 마찬가지로 왼쪽 가역원과 오른쪽 가역원을 정의할 수 있다. 양쪽 가역원은 항상 양쪽 정칙원이다. 그러나 왼쪽 가역원이 왼쪽 정칙원일 필요는 없다.
가환 모노이드에서는 왼쪽 영인자·오른쪽 영인자·양쪽 영인자의 개념이 일치한다.

### 환의 경우
환은 곱셈에 대하여 모노이드를 이루므로, 위 정의들을 적용시킬 수 있다.
구체적으로, 환 {\displaystyle R}의 왼쪽 가군 {\displaystyle _{R}M}의 영인자는 {\displaystyle rm=0}이 되는 {\displaystyle m\neq 0}이 존재하는 원소 {\displaystyle r\in R}이다. 마찬가지로, {\displaystyle R}의 오른쪽 가군 {\displaystyle M_{R}}의 영인자는 {\displaystyle mr=0}이 되는 {\displaystyle m\neq 0}이 존재하는 원소 {\displaystyle r\in R}이다.
환 {\displaystyle R}의 왼쪽·오른쪽 영인자(-零因子, 영어: left/right zero divisor)는 스스로의 왼쪽·오른쪽 가군으로서의 영인자이다. 즉,
- {\displaystyle R}의 왼쪽 영인자는 {\displaystyle rs=0}인 {\displaystyle s\neq 0}가 존재하는 {\displaystyle r\in R}이다.
- {\displaystyle R}의 오른쪽 영인자는 {\displaystyle sr=0}인 {\displaystyle s\neq 0}가 존재하는 {\displaystyle r\in R}이다.

왼쪽 영인자이자 오른쪽 영인자인 원소를 양쪽 영인자(兩-零因子, 영어: two-sided zero divisor)라고 한다. 왼쪽 영인자가 아니며 오른쪽 영인자도 아닌 원소를 정칙원(正則元, 영어: regular element)이라고 한다. 환 {\displaystyle R}의 정칙원들의 집합 {\displaystyle \operatorname {Reg} (R)}은 곱셈에 대하여 모노이드를 이룬다.
가환환에서는 왼쪽 영인자·오른쪽 영인자·양쪽 영인자의 개념이 일치한다.

## 성질
자명환은 자명하게 영인자를 갖지 않는다. 자명환이 아닌 환에서, 0은 항상 양쪽 영인자이다.
0이 아닌 왼쪽 영인자와 오른쪽 영인자가 존재하지 않으며 자명환이 아닌 환을 영역이라고 하며, 만약 추가로 가환환이라면 정역이라고 한다.
모든 가역원은 항상 정칙원이다. 환 {\displaystyle R}에서, 가역원 {\displaystyle u\in R^{\times }} 및 {\displaystyle r\in R}에 대하여 {\displaystyle ur=0}이라면 {\displaystyle 0=u^{-1}0=u^{-1}ur=r}이며, {\displaystyle ru=0}이라면 {\displaystyle 0=0u^{-1}=ruu^{-1}=r}이기 때문이다.
0이나 1이 아닌 임의의 멱등원 또는 멱영원은 양쪽 영인자이다. 보다 일반적으로, 임의의 환 {\displaystyle R} 속의 원소 {\displaystyle r\in R}에 대하여 만약 {\displaystyle \{r,r^{2},r^{3},\dots \}}가 유한 집합이며, {\displaystyle 1\not \in \{r,r^{2},r^{3},\dots \}}라고 하자. 그렇다면 {\displaystyle r}는 양쪽 영인자이다. 특히, 유한환에서 가역원이 아닌 모든 원소는 영인자이다.

## 예
- 정수환 {\displaystyle \mathbb {Z} }에는 0 이외의 영인자가 없다. 보다 일반적으로, 모든 정역에서는 0 이외의 영인자가 없다.
- {\displaystyle \mathbb {Z} \times \mathbb {Z} }에서는 {\displaystyle (0,1)\cdot (1,0)=(0,0)}이므로 (0,1)과 (1,0)은 영인자이다.
- {\displaystyle 3\times 4\equiv 0{\pmod {6}}}이므로, 몫환 {\displaystyle \mathbb {Z} /(6)}에서 4의 잉여류 {\displaystyle 4+6\mathbb {Z} }은 영인자이다.
- 행렬환 {\displaystyle \operatorname {Mat} (2;\mathbb {Z} )}에서, 행렬{\displaystyle {\begin{pmatrix}1&1\\2&2\end{pmatrix}}}은 영인자이다. 이는 다음의 계산을 통해 알 수 있다.{\displaystyle {\begin{pmatrix}1&1\\2&2\end{pmatrix}}\cdot {\begin{pmatrix}1&1\\-1&-1\end{pmatrix}}={\begin{pmatrix}-2&1\\-2&1\end{pmatrix}}\cdot {\begin{pmatrix}1&1\\2&2\end{pmatrix}}={\begin{pmatrix}0&0\\0&0\end{pmatrix}}}
- 몫환 {\displaystyle \mathbb {Z} /(n)}에 0이 아닌 영인자가 존재할 필요충분조건은 {\displaystyle n}이 합성수인 것이다. {\displaystyle n}이 소수일 때 이 환은 체가 되는데, 이는 정역보다 강한 조건이다.